# Zespół dworski w Łąkcie Górnej
Zespół dworski w Łąkcie Górnej – dwór znajdujący się w Łąkcie Górnej w województwie małopolskim, w powiecie bocheńskim, w gminie Żegocina.
Dwór z 4. ćw. XIX wieku wraz ze spichlerzem, kaplicą, kapliczką słupową z 1873 roku oraz park z aleją grabową, wpisany został do rejestru zabytków nieruchomych województwa małopolskiego.

## Historia
W 1845 roku właścicielką wsi była Adelajda Ponińska, potem rodzina Brunickich, a od 1869 Feliks i Wiktoria Armołowicz. Od około 1900 roku i w okresie międzywojennym posiadłość należała do rodziny Rutkowskich. Dwór wzniesiono w latach 1871–1883 dla Feliksa Armatowicza. W 1946 roku majątek został przejęty przez państwo i częściowo rozparcelowany. W 2007 roku gmina sprzedała zabytkowe obiekty pani Lidii Niedzielskiej i rozpoczął się remont budynków .

## Architektura
Dwór
Eklektyczny, murowany, parterowy, nakryty dachem dwuspadowym. W okresie międzywojennym rozbudowano w kierunku wschodnim oraz dodano piętrowy ryzalit zwieńczony frontonem. Okna salonu ostrołukowo wygięte, a nad nimi okienka rozetowe.
Spichlerz
Murowany, trzykondygnacyjny, wybudowany w 1877 roku przez rodzinę Armałowiczów.
Kaplica dworska
Mszalna z lat 20. XX wieku, drewniana, konstrukcji słupowej.

### Park
W parku krajobrazowym znajduje się aleja grabowa.

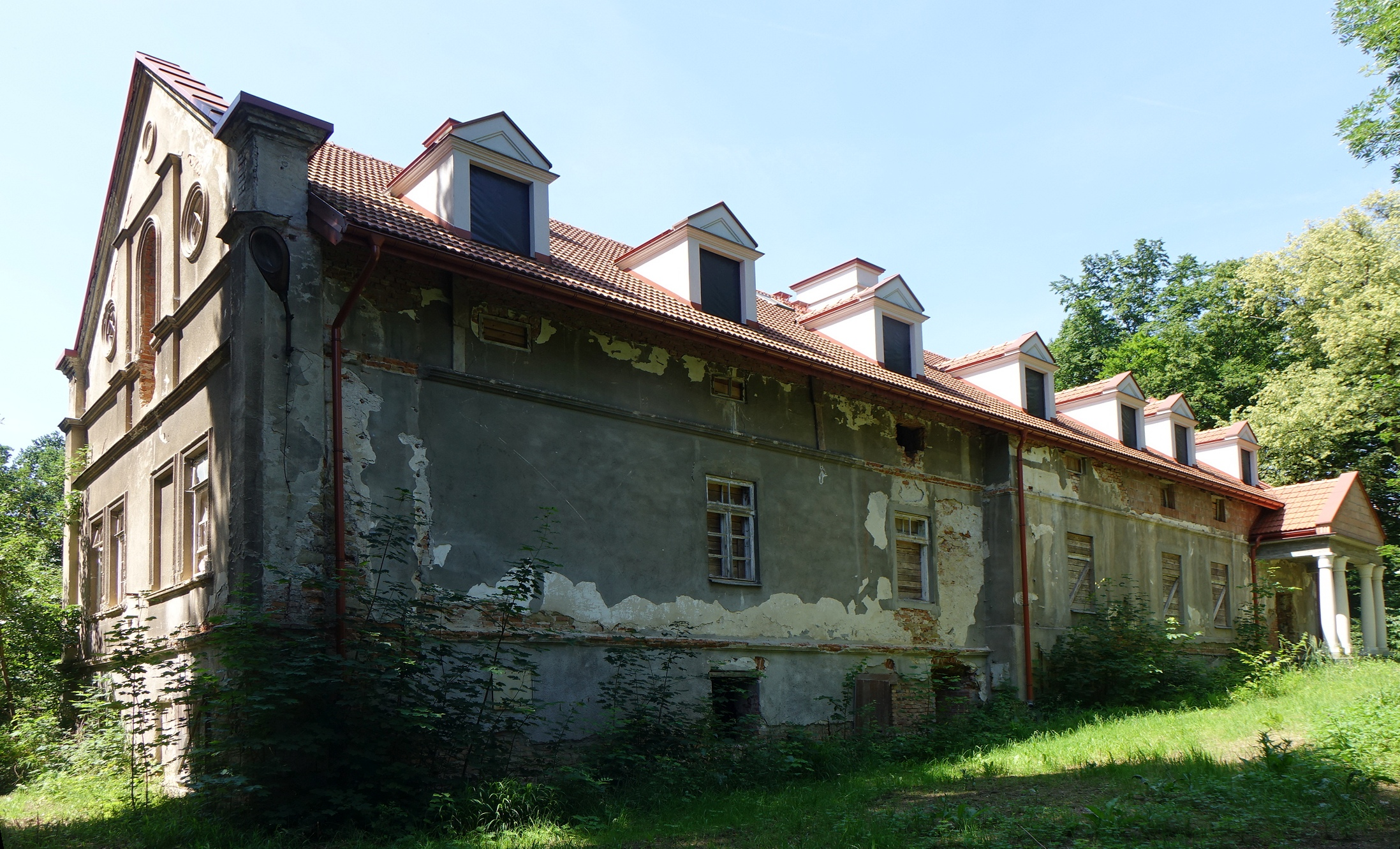
Dwór
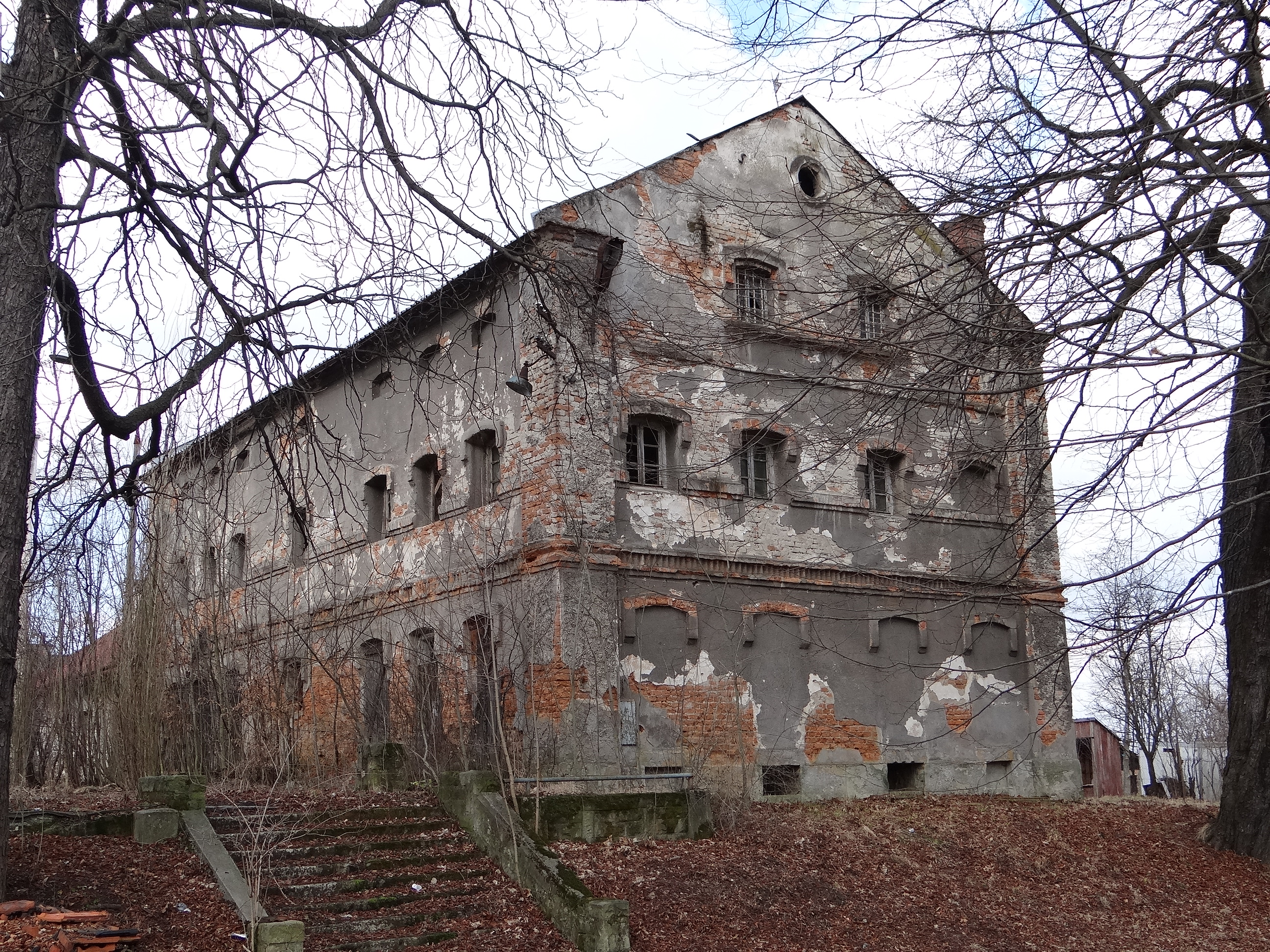
Dwór
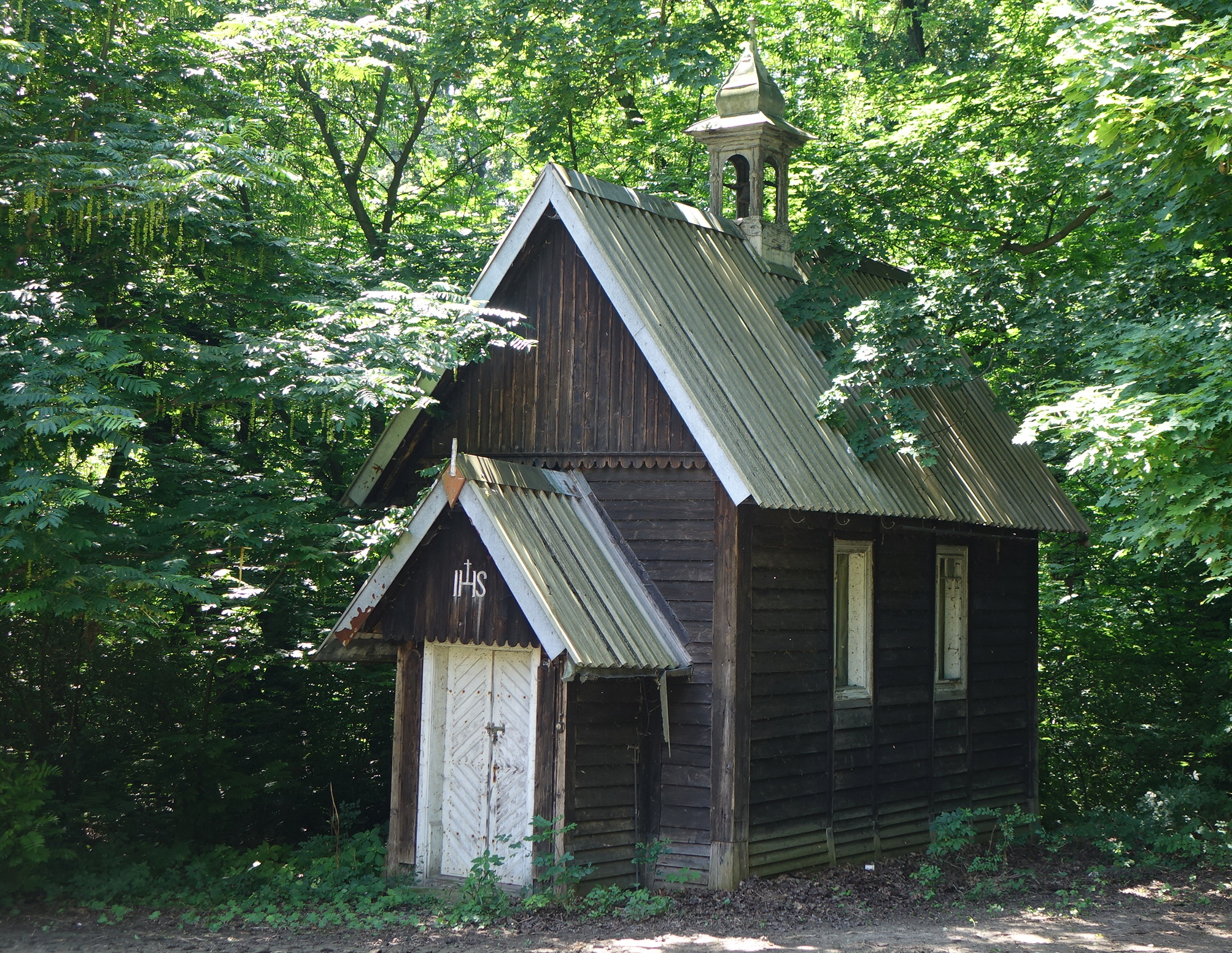
Kapliczka dworska
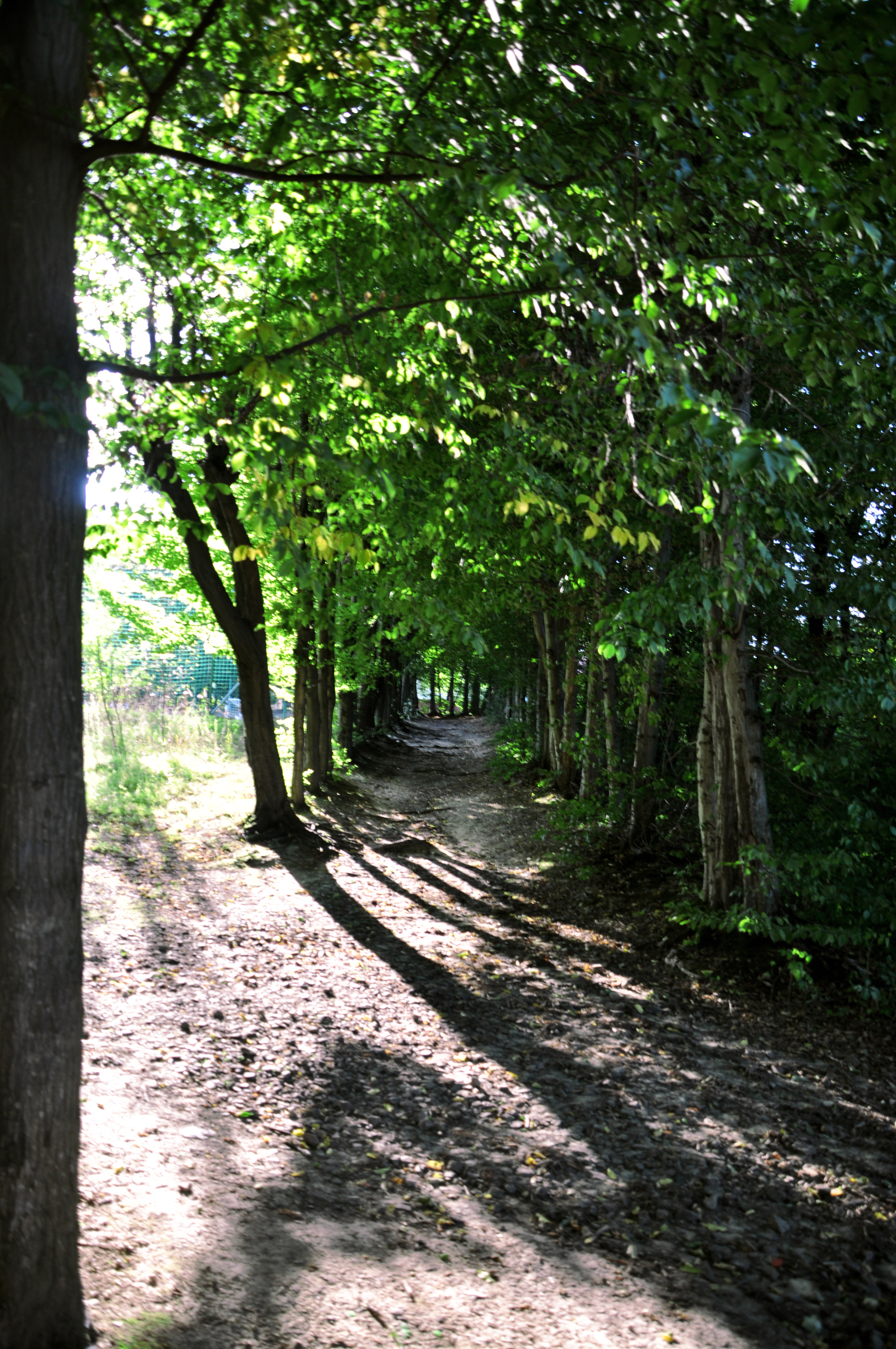
Aleja grabowa
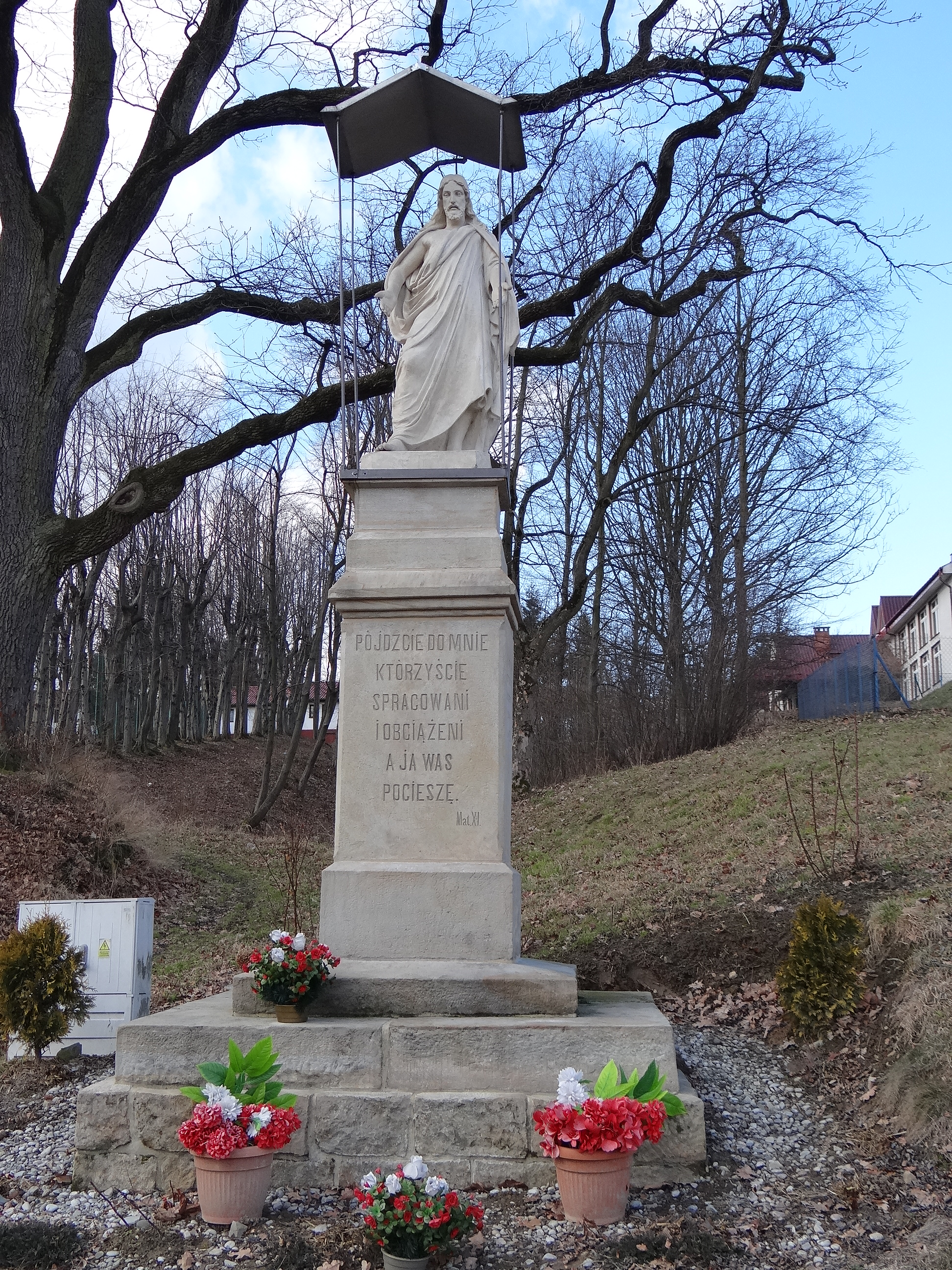
Kapliczka słupowa z 1875 roku